# Gelobt seist du, Herr Jesu Christ

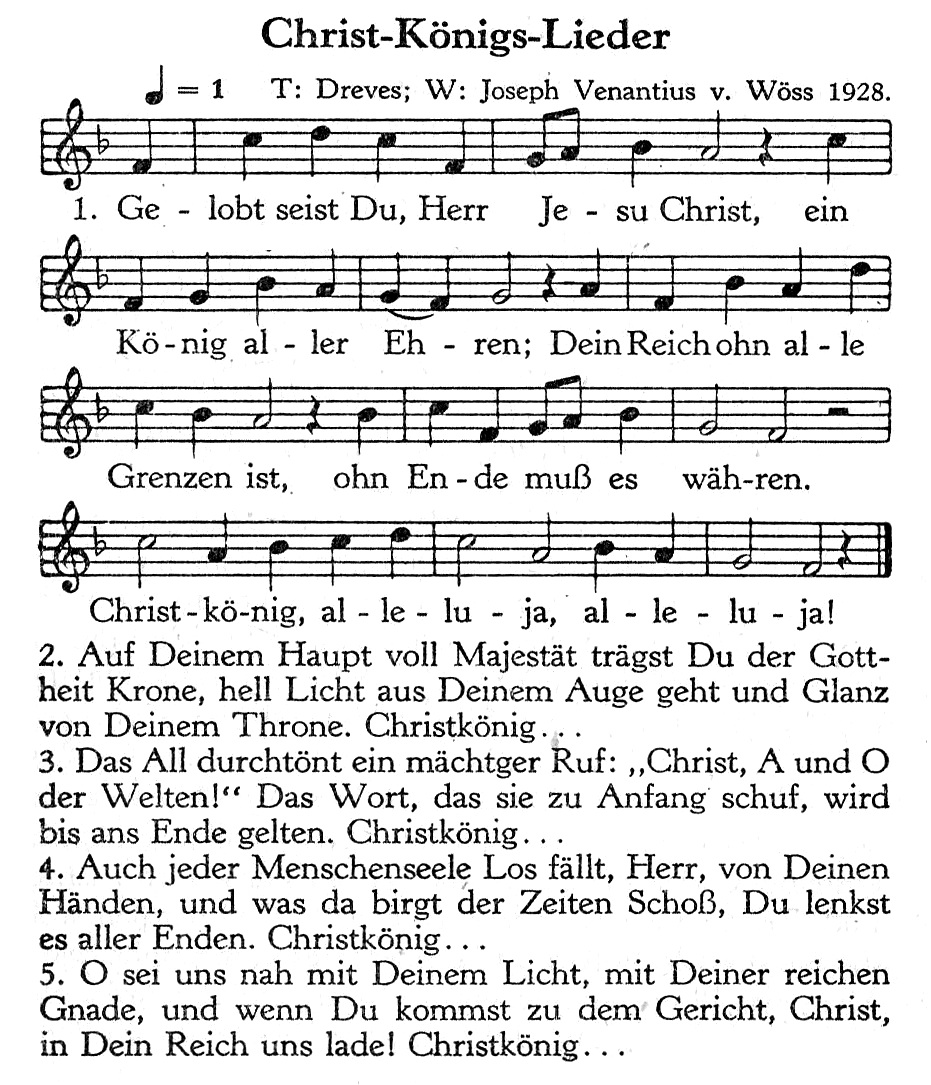
Gelobt seist du, Herr Jesu Christ, fünfstrophige Fassung im Paderborner Diözesangebet- und ‑gesangbuch Sursum Corda

Gelobt seist du, Herr Jesu Christ ist ein katholisches Christkönigslied. Die 1886 gedichteten fünf Strophen stammen vom deutschen Jesuiten und Hymnologen Guido Maria Dreves und die 1928, also drei Jahre nach der Einführung des Christkönigsfestes, komponierte Melodie vom österreichischen Kirchenmusiker Josef Venantius von Wöss.

## Erstveröffentlichung
Den Text veröffentlichte Dreves in einer Sammlung selbstverfasster Kirchenlieder Kränze ums Kirchenjahr (Paderborn 1886). Dort ist er, zwischen einem Himmelfahrts- und mehreren Pfingstliedern, mit zwei weiteren Liedern unter der Überschrift „Von des Herren Königtum“ zusammengefasst.

## Inhalt
Die fünf Strophen bestehen aus jeweils vier Zeilen mit der Reimfolge A-B A-B und beschreiben Jesus Christus als den „König aller Ehren“ und als das „A und O der Welten“. Das Lied beginnt mit dem namensgebenden Lob „Gelobt seist du, Herr Jesu Christ“ und endet mit den Bitten „Sei uns nah“ und „in dein Reich uns lade“.
Im Gegensatz zu anderen Christkönigsliedern betont es nicht den Sieg Christi über den Tod, sondern dessen Herrschaft über Zeit, Raum und Leben. In diesem Zusammenhang erinnert der Text an das Exsultet aus der Liturgie der Osternacht.

## Melodie
Die Liedmelodie von Josef Venantius von Wöss ist in Dur komponiert und wechselt ständig zwischen einem Zweier- und einem Dreierrhythmus. Der allen Strophen als fünfte Zeile angefügte Refrainvers „Christkönig, Halleluja, Halleluja.“ besteht aus drei Dreiertakten.

## Aufnahme in Gesangbücher
Das Lied in der Vertonung von Wöss wurde 1947 in die Liste der Einheitslieder aufgenommen, die von der Deutschen Bischofskonferenz als „Pflichtlieder“ zur Aufnahme in die Kirchengesangbücher aller deutschen Diözesen vorgeschrieben waren. Bei der Übernahme ins Gotteslob (1975) entfiel die zweite Strophe, die die Krone Christi und seinen Thron thematisiert, „angesichts der unzulänglichen Bilder“. Im Gotteslob (2013) steht es, weiterhin ohne die ursprüngliche zweite Strophe, unter der Nummer 375. Es ist dort als  ökumenisch gekennzeichnet, findet sich aber bislang nicht in evangelischen Gesangbüchern.
Das Schweizer Katholische Gesangbuch (1998) verzichtet auf das Lied. In seinem Vorgänger, dem Kirchengesangbuch (1966), war es (mit allen fünf Strophen) enthalten.

## Bearbeitungen
Bearbeitungen des Liedes finden sich unter anderem bei:
- Ludger Stühlmeyer, Chorsatz für gemischten Chor (SATB) von 1990
- Karl Norbert Schmid, Satz für Chor und Bläser (opus 39,203)